# NGC 3259
NGC 3259 (również PGC 31145 lub UGC 5717) – galaktyka spiralna z poprzeczką (SBbc), znajdująca się w gwiazdozbiorze Wielkiej Niedźwiedzicy w odległości około 110 milionów lat świetlnych. Została odkryta 3 kwietnia 1791 roku przez Williama Herschela.
NGC 3259 jest w pełni ukształtowaną galaktyką aktywną – należy do galaktyk Seyferta typu 1. W jej jasnym zgrubieniu centralnym znajduje się supermasywna czarna dziura pochłaniająca materię ze swojego otoczenia oraz równocześnie intensywnie emitująca promieniowanie w całym zakresie widma elektromagnetycznego. Proces powstawania nowych gwiazd zachodzi również w ramionach spiralnych. Pojawiają się tam jasne, młode gwiazdy w całych gromadach, nadając galaktyce błękitno-białe zabarwienie. Galaktyce tej może towarzyszyć mniejsza, również widoczna na zdjęciu po lewej stronie NGC 3259, choć nie jest jeszcze dokładnie zbadane, czy są one powiązane ze sobą.